# Don't Let Me Go
Don't Let Me Go är ett album från 2010 av Anders Boson. 

## Låtlista
1. Prelude
2. I Will remember
3. Love is stronger than pride
4. Gothenburg city
5. Don't let me go
6. Maria
7. The promises of spring
8. Lovesong

## Medverkande
- Anders Boson - sång, trumpet
- David Törnebäck - piano
- Magnus Bergström - bas
- Johan Horner - trummor

### Fotnoter
1. ↑  ”Svensk mediedatabas”. http://smdb.kb.se/catalog/id/002633741. Läst 27 maj 2011.